# Legnephora minutiflora
Legnephora minutiflora är en tvåhjärtbladig växtart som beskrevs av Friedrich Ludwig Diels. Legnephora minutiflora ingår i släktet Legnephora och familjen Menispermaceae. Inga underarter finns listade i Catalogue of Life.